# Den kommunale valgfilm
|  | Denne artikel er oprettet af botten Steenthbot ud fra en ekstern database. Den kan derfor have sproglige fejl eller mangler. Denne skabelon kan fjernes efter kontrol af indholdet. |

Den kommunale valgfilm er en dansk oplysningsfilm fra 1950.

## Handling
Hvem skal bestemme, hvilken slags cigar du skal ryge, hvilken ny hat du skal købe, eller hvilken fodboldkamp du skal se? Og hvad med spørgsmål af mere livsvigtig karakter som f.eks. forbedring af børns vilkår, infrastrukturen og hospitalsforholdene? "Det må de andre bestemme", siger tre sofavælgere enstemmigt. Filmen opfordrer disse vælgere til at bruge deres borgerret og gøre deres borgerpligt ved at stemme til kommunalvalget d. 14. marts.